# Edvīns Ķeņģis
Edvīns Ķeņģis (ur. 12 kwietnia 1959 w Kiesiu) – łotewski szachista, arcymistrz od 1991 roku.

## Kariera szachowa
Pierwsze sukcesy zaczął odnosić pod koniec lat 70. XX wieku. W roku 1980 zwyciężył (wraz z Aleksandrem Iwanowem) w mistrzostwach Związku Radzieckiego zawodników do lat 26, rozegranych w Rydze. W 1986 triumfował (wraz z Jewgienijem Wasiukowem i Zurabem Azmaiparaszwilim) w Moskwie, natomiast w 1989 podzielił II m. we Frunze (za Aleksiejem Szyrowem, wraz z m.in. Władimirem Jepiszynem) oraz III w Chicago (US Open, za Lwem Alburtem i Maksimem Dlugim, wraz z Walterem Browne, Igorem Iwanowem i Johnem Fedorowiczem). W kolejnych latach osiągnął szereg sukcesów w turniejach międzynarodowych, m.in. w Münsterze (1990, dz. II m. za Rustemem Dautowem), Adelaide (1990, dz. I m. wraz z m.in. Lembitem Ollem i Anthony Milesem), Gausdal (1991, Arnold Cup, I m.), Wiedniu (1991, dz. II m. za Erikiem Lobronem), Pradze (1993, dz. I m. wraz ze Zbynkiem Hrackiem), Bonn (1995, dz. I m.wraz z Michaiłem Gurewiczem i Aloyzasem Kveinysem), Hamburgu (dz. II m. za Wiktorem Korcznojem), Weilburgu (1995, dz. I m. wraz z m.in. Igorem Chenkinem; 1996, dz. I m. wraz z Feliksem Lewinem i Romualdem Mainką), Świdnicy (1996, I m.), Dreźnie (1996, dz. I m.), Gistrup (1997, dz. II m. za Siergiejem Szipowem), Saarlouis (1998, I m.), Tallinnie (1998, dz. II m. za Wiktorem Bołoganem), Berlinie (1999, dz. I m.), Bad Wörishofen (2002, dz. I m. wraz z Kiryłem Georgijewem i Feliksem Lewinem), Kairze (2003, dz. I m. wraz z Essamem El Gindy i Spartakiem Wysoczinem), Schwäbisch Gmünd (2004, dz. I m. wraz z m.in. Władimirem Bakłanem i Władimirem Burmakinem), Bogny-sur-Meuse (2004, dz. I m. wraz z Aloyzasem Kveinysem i Igorsem Rausisem) oraz w Rydze (2004, I m. i 2005, dz. I m.).
Wielokrotnie startował w finałach mistrzostw Łotwy, ośmiokrotnie zdobywając złote medale (1984, 1987, 1988, 1989, 1990, 1997, 2004, 2005), a w 2006 roku - medal srebrny. Zwyciężył też w mistrzostwach Estonii w 2001 roku. Od pierwszych lat 90. jest podstawowym zawodnikiem reprezentacji swojego kraju, sześciokrotnie (w latach 1992 - 2004) startując w olimpiadach szachowych, dwukrotnie (1997, 2001) - w drużynowych mistrzostwach Europy oraz w roku 1993 - w drużynowych mistrzostwach świata. W roku 1999 wystąpił w Suwałkach w rozgrywkach o drużynowe mistrzostwo Polski, zdobywając wraz z zespołem "Gant-Hetman" Wrocław srebrny medal.
Najwyższy ranking w swojej karierze osiągnął 1 lipca 2002 r., z wynikiem 2594 punktów zajmował wówczas 1. miejsce wśród łotewskich szachistów.